# 雅各井

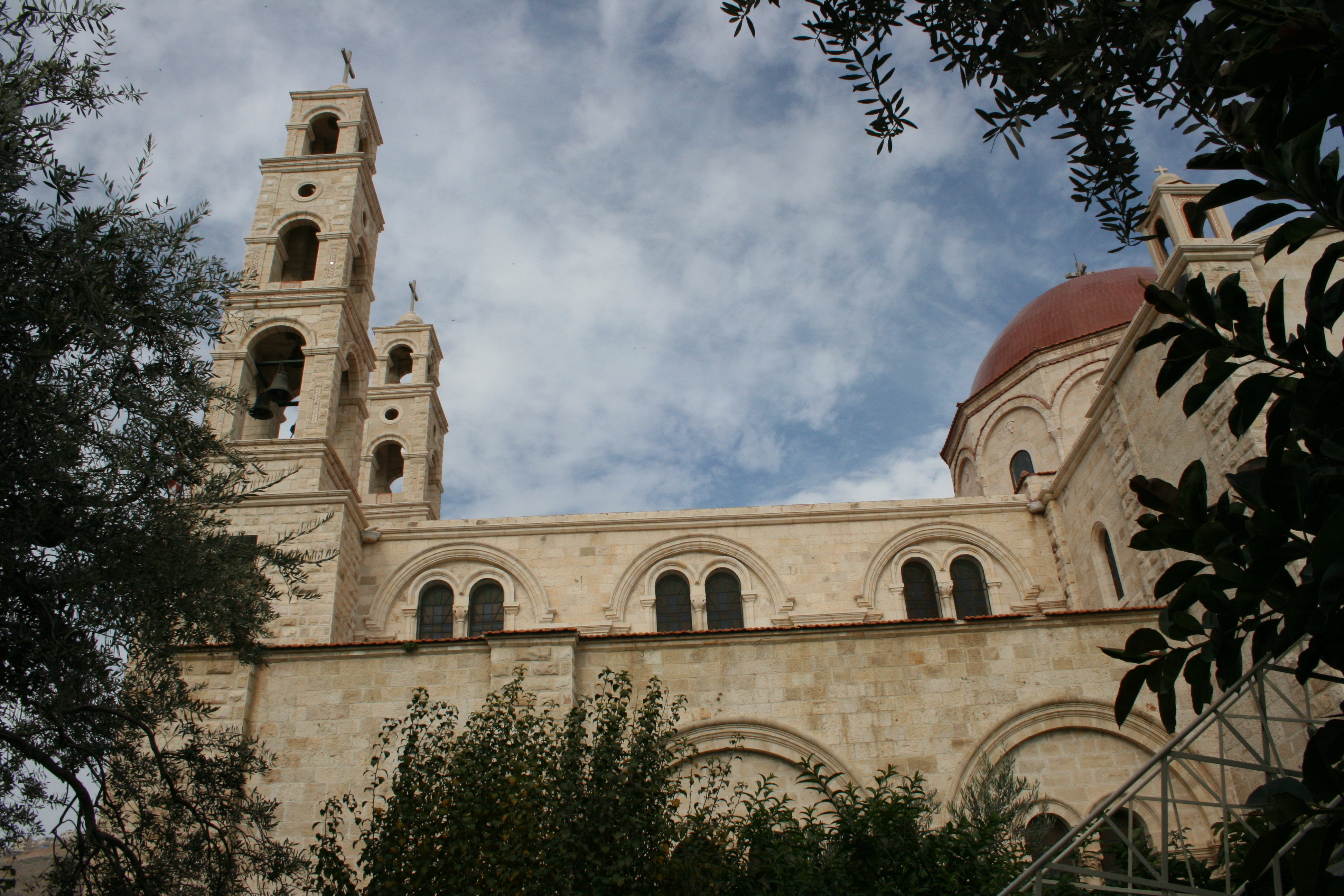
希腊正教会圣 Photini 教堂

雅各井（阿拉伯语：‎，Bir Ya'qub，希伯來語：‎）又名叙加井，是一口从坚硬的岩石中凿出的深井，与雅各的宗教传说相关联已有大约两千年历史。
该井目前位于西岸城市纳布卢斯的东正教雅各井修道院内。它距离Tell Balata考古遗址只有76米，那里被认为是圣经中的示剑。
根据1935年进行的测量，井的总深度为41米。
雅各井以北有约瑟墓，位于一所有白色穹顶的奥斯曼时代建筑内。

## 宗教意义

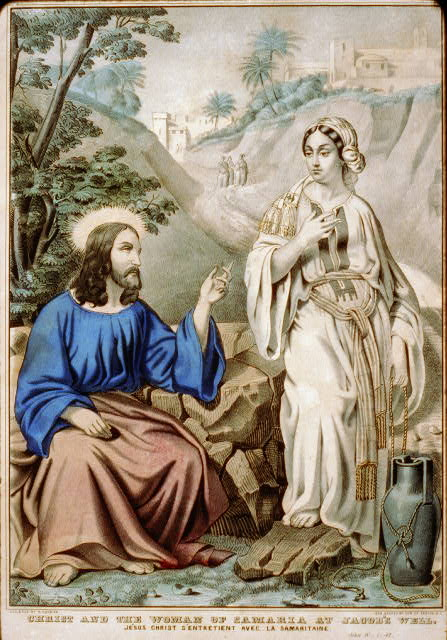
耶稣和撒玛利亚妇人在雅各井

犹太人、撒玛利亚人、基督徒和穆斯林都认为这口井与雅各有关。旧约创世记 33:18–20 提到雅各从巴旦亚兰回到示剑，在城对面支搭帐棚，并且买了那块地。圣经学者主张这块地就是雅各井所在的地方。
新约约翰福音 4:5–6中提到了雅各井，说到耶稣来到撒马利亚城市叙加，靠近雅各给他儿子约瑟的田。约翰福音记载了耶稣和撒玛利亚妇人在井边的对话。（约翰福音 4:7–15） 该处成为基督教圣地。

## 历史
384年，此处建成一座十字形教堂。拜占庭教堂在1099年8月十字军占据纳布卢斯时夷为废墟；12世纪初的朝圣者没有提到这里有一个教堂。1175年，在雅各井新建了教堂。。但在1187年又毁于萨拉丁之手。
1860年，希腊正教会获得该地点，随后在此新建教堂。1927年地震摧毁了教堂，後來在一位納布勒斯非常受人尊敬的希臘東正教神父Abuna（意為“父親”）Ioustinos，發起了一個長遠的重建計劃。自此，雅各井慢慢地逐步恢復原狀，並以十字軍時期教堂的設計為藍本，建了一個新的教堂，將雅各井則覆蓋在教堂內、一個低於水平面之下的地下室裡。即“雅各井聖弗蒂妮教堂”（The Greek Orthodox St. Photini Church at Bir Ya'qub）內。今日，要參觀這口井，必須先進入修道院庭院內的教堂，然後往下沿著一個環形樓梯到地下室。這口井位於地下室的中央，井上附有一個小絞車，一個水桶，旁邊有一些聖像和許多點著的蠟燭。
“雅各井”這個名稱在聖經中只出現過一次，新約約翰福音記載著，耶穌「到了撒瑪利亞的一座城，名叫敘加，靠近雅各給他兒子約瑟的那塊地」（約4:5）。約翰福音敘述，當耶穌坐在井旁休息的時候，耶穌和撒瑪利亞婦人之間發生的一段對話。聖經並沒有記載此婦人的姓名，但在希臘東正教的傳統中，婦人的聖名是St. Photini，意為“the enlightened one”，即”被啟蒙者”之意。自古，這口井非常的“深”，因此婦人對耶穌說：「先生沒有打水的器具，井又深，你從哪裡得活水呢？」（約4:11）。這口井的水源，是來自一個地下的泉水，水質又清新又涼爽，由於這是個井的水是泉水，所以古人稱之為”活水”；但是，耶穌重新給這個”活水”釐定了一個新的特殊含意。

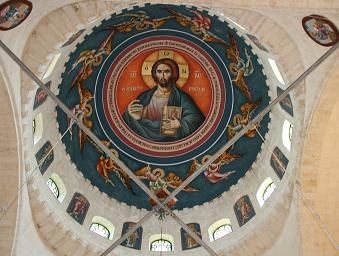
穹顶内部